# Борнит
Борнит је сулфидни минерал хемијског састава Cu5FeS4 а који кристалише ромбично. Боја му је смеђа до бакарно-црвена, на свежим површинама се има љубичасти одсјај. 